# Diferencia de potencial transepitelial
La diferencia de potencial transepitelial (TEPD, del inglés Transepithelial potential difference) es el voltaje a través de un epitelio y es la suma de los potenciales de membrana para las membranas celulares externas e internas.

## TEPD en la nariz
El diagnóstico de fibrosis quística (FQ) suele basarse en concentraciones elevadas de cloruro en el sudor, hallazgos clínicos característicos (incluidas infecciones sinopulmonares) y/o antecedentes familiares. Sin embargo, una pequeña parte de los pacientes con fibrosis quística, especialmente aquellos con mutaciones "leves" del canal iónico del regulador transmembrana de la fibrosis quística (CFTR), tienen pruebas de sudor casi normales.
En estos casos, un diagnóstico útil, adjunto, implica medir la diferencia de potencial transepitelial nasal (es decir, la carga en la superficie del epitelio respiratorio en comparación con el líquido intersticial). Los individuos con fibrosis quística tienen una superficie nasoepitelial significativamente más negativa de lo normal, debido al aumento de la absorción luminal de sodio.
En la mayoría de las glándulas exocrinas, la proteína CFTR normalmente secreta iones de cloruro en la luz y también tiene un efecto inhibidor tónico sobre la apertura del canal de sodio apical (que absorbe el sodio en la célula). El funcionamiento deteriorado de CFTR reduce directamente la secreción de cloruro del epitelio ductal e indirectamente aumenta la absorción de sodio debido a la falta del efecto inhibidor de CFTR sobre el canal de sodio apical. El resultado es moco deshidratado y una diferencia de potencial transepitelial negativa ampliada.
El TEPD nasal aumenta en la fibrosis quística, lo que lo convierte en una herramienta de diagnóstico potencial para este trastorno.

## TEPD en el riñón
En el riñón, TEPD contribuye a la reabsorción tubular.

## Medición TEER
La resistencia eléctrica transepitelial/transendotelial (TEER) es una técnica electrofisiológica ampliamente adoptada para su uso en sistemas Organ-on-a-chip. Utiliza la resistencia de contacto óhmica para servir como proxy de la permeabilidad de una monocapa celular. Por lo tanto, el TEER permite a los investigadores miniaturizar ensayos como la permeabilidad de Caco-2, la transferencia de la barrera hematoencefálica o los ensayos de integridad de la membrana en sistemas de microfluidos.